# Mura di Spoleto
Le mura di Spoleto sono le antiche cerchie difensive della città. Si contano due tracciati diversi: il primo, detto anche mura ciclopiche, è sorto a più riprese nei secoli VI - I a.C. ed è stato utilizzato fino al Medioevo; il secondo, denominato mura trecentesche o mura medievali, i cui lavori sono iniziati nel 1297, è stato ultimato presumibilmente agli inizi del XIV secolo. Il numero dei tracciati e l'esatta cronologia della loro costruzione sono ancora questioni aperte. 

## L'antica cinta urbica
Le più antiche, dette mura Ciclopiche, sono costituite da strati di blocchi di pietra calcarea di diverse forme.
 
Lo strato inferiore è composto da grossi massi poligonali, risalenti all'epoca dell'edificazione della città, circa il V - VI secolo a.C.. 
La modalità costruttiva, caratterizzata dalla totale mancanza di leganti, è simile a quella già diffusa a quei tempi nel Lazio e in altri centri umbri come Amelia e Cesi dette anche mura pelasgiche o ciclopiche per la diffusione dalla grecia.
Quando nel 241 a.C. Spoletium divenne colonia romana, come generale opera di rafforzamento, le mura vennero alzate con l'aggiunta di blocchi quadrilateri di diverse dimensioni in calcare. 
Successivamente nel I secolo a.C., in occasione di un ulteriore restauro resosi necessario forse per i danni provocati dalle guerre di epoca sillana e dal terremoto del 63 a.C., venne sovrapposto un terzo strato di stretti e allungati parallelepipedi di pietra colombina o caciolfa.
Il percorso delle mura, circa 2 km., seguì in modo rigoroso la conformazione delle linee di pendenza del colle Sant'Elia (453 s.l.m.) e recinse il più antico nucleo abitato sulle sue pendici, includendo ampi spazi verdi, ma escludendo la cima, dove secoli dopo verrà eretta la Rocca Albornoziana.

### Le porte romane
Il sistema difensivo era munito di cinque porte principali:
- Porta San Pietro o Arco di Monterone o Porta Romana, dalla quale entrava la via Flaminia che attraversava la città per poi uscire da Porta Fuga; era la porta utilizzata per andare e venire da Roma. Costruita ad arco composto da 21 conci radiali connessi a secco, è tuttora ben visibile, nei pressi della chiesa di Sant'Ansano; i due massicci stipiti a blocchi quadrati sono seminterrati per almeno un terzo della loro altezza originaria. È stata sottoposta a lavori di consolidamento nel 1977[2].
- Porta San Lorenzo, dal nome della vicina chiesa di San Lorenzo; di essa restano solo alcuni elementi, architrave e stipite destro, siti sotto il palazzo Mongalli[6].
- Porta della Trinità, dal nome del vicino monastero e dell'ex chiesa della SS. Trinità; di essa resta solo uno spezzone in via della Fonte Pescaia.
- Porta Fuga, sotto la Torre dell'olio, nel 1242 era chiamata Porta Furia poi Fuja; nel Quattrocento venne anche detta Porta San Gregorio. Il nome attuale ricorda la vittoriosa opposizione che gli spoletini fecero ad Annibale nella seconda Guerra Punica quando nel 217 a.C.,  dopo aver sconfitti i romani al lago Trasimeno, tentava di marciare sulla capitale. (L'evento è ricordato in un'iscrizione posta sulla porta duecentesca, ma sorta in luogo di una più antica in origine romana, denominata in seguito al fatto Fuga). Nel 1655 in occasione dell'arrivo in città di Cristina di Svezia, la porta fu sopraelevata e decorata con finti tendaggi a baldacchino, di cui resta ancora qualche traccia; abbellimenti incongrui con l'austera mole romana[2].
- Porta Ponzianina alta, pur trovandosi nello strato poligonale, è di restauro romano; di essa restano soltanto gli stipiti e i cunei dell'arco all'inizio della via omonima

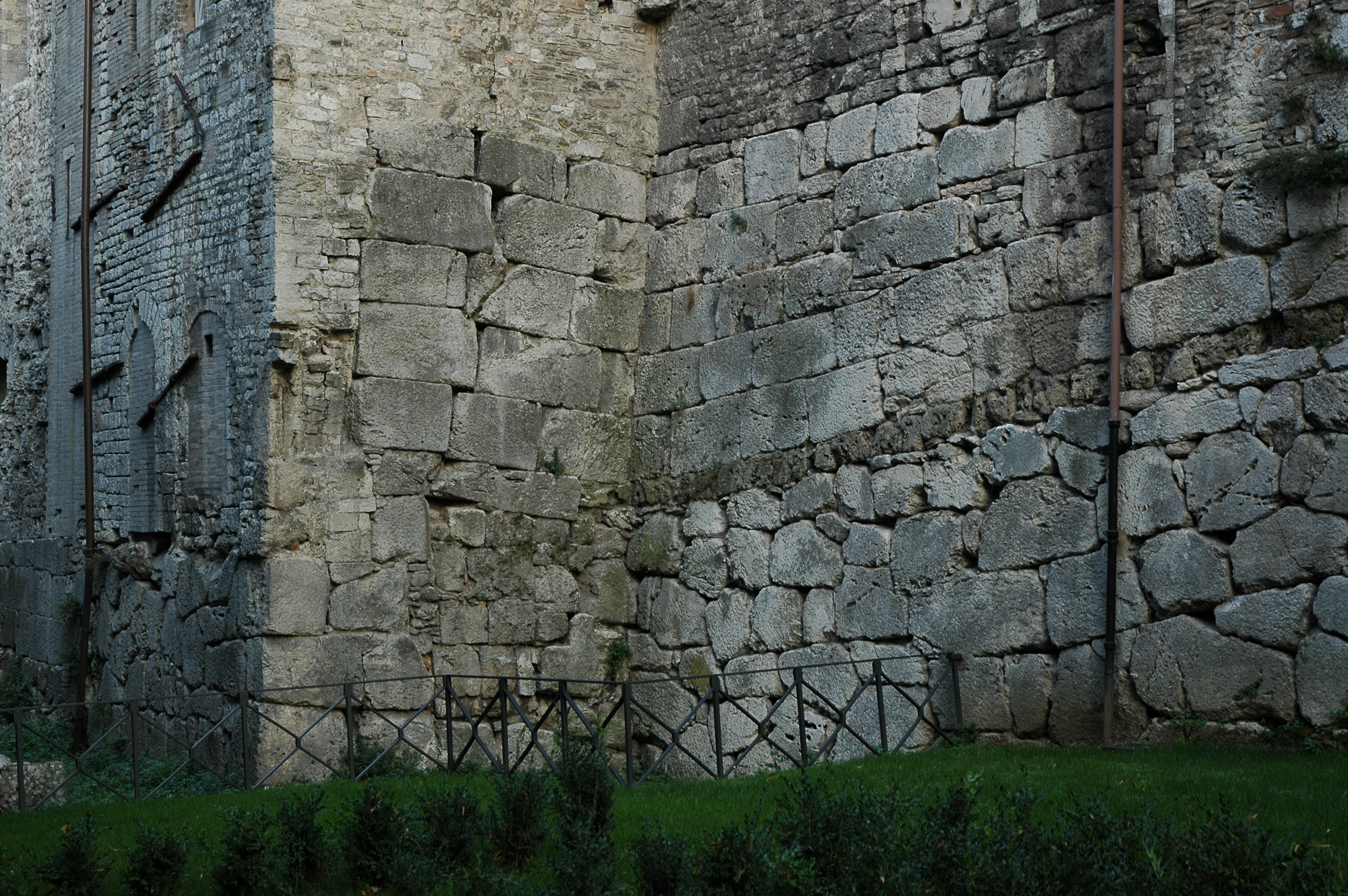
Tratto delle mura lungo via Cecili

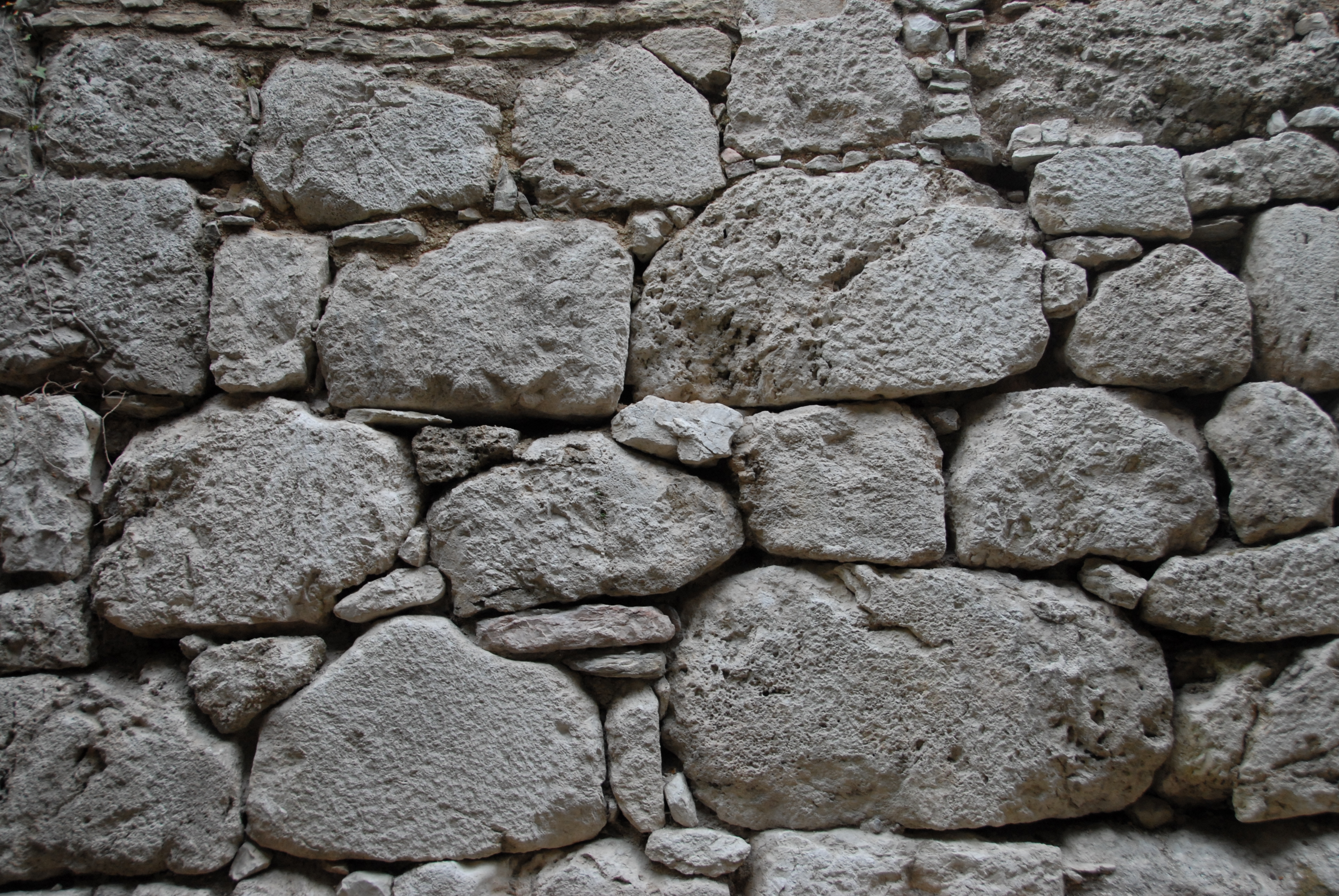
Tratto delle mura lungo Via Gattapone. Opera in blocchi irregolari

V’erano altre porte minori, pusterle o di soccorso, quella di San Marco, vicina all'arco di San Pietro, quella di San Benedetto, sulla sinistra di palazzo Ancajani, ed altre. 
Il fatto che la zona, fino al 1800, fosse piuttosto ripida e priva di strade, aggiungeva ulteriori difese naturali. La città, ben fortificata e protetta, occupando una posizione dominante sulla valle umbra, assunse un importante ruolo militare.
La cinta antica fu del tutto abbandonata quando, in seguito all'ingrandimento della città, si rese necessaria la costruzione di nuove mura. 
Superata la loro funzione difensiva, fu concesso agli abitanti di acquistare, per 40 soldi la pertica, porzioni delle vecchie mura su cui innalzare case e torri. I padri agostiniani di San Nicolò ne acquistarono una parte che adoperarono come basamento del loro nuovo convento. 

A causa di modifiche e restauri avvenuti nel corso dei secoli, di demolizioni e diramazioni varie, il percorso delle antiche mura non è più distinguibile nella sua interezza. Molti tratti sono oggi nascosti all'interno di abitazioni private; altri sono stati distrutti e utilizzati come materiale di spoglio; altri, ancora presenti, sono probabilmente muri di terrazzamento, necessari in una città in pendenza come Spoleto. Il tratto più lungo, circa 125 m. ancora ben visibile e meglio conservato, è lungo Via Cecili. 

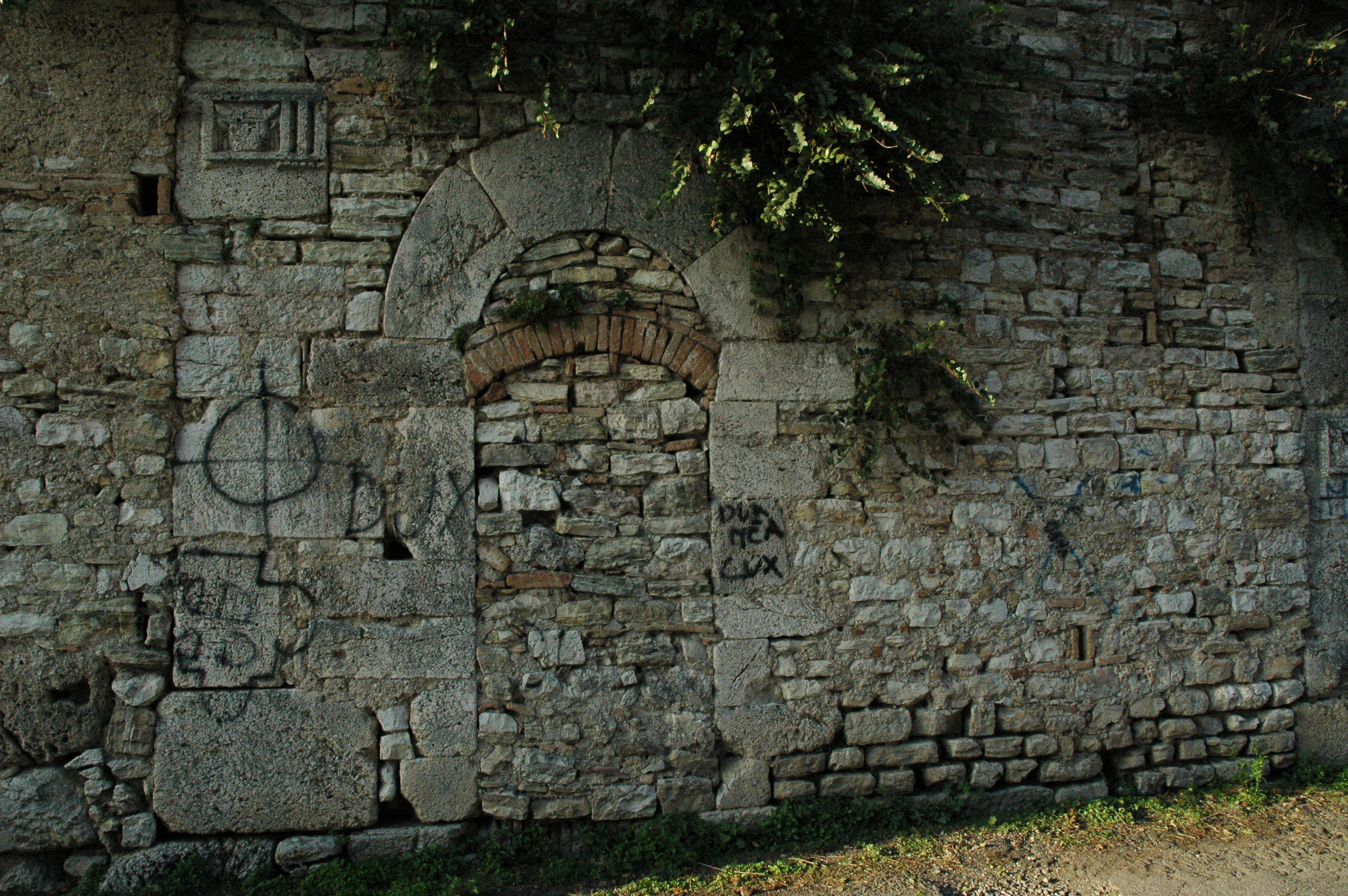
Mura in via Cecili, con pusterla chiusa

Nel 1886 Giuseppe Sordini promosse in questo tratto alcuni scavi che portarono alla luce i resti di un possente torrione in opera quadrata, messo a difesa di una posterula poi chiusa, ma tuttora visibile; furono rinvenuti inoltre numerosi frammenti marmorei, alcune monete e frammenti di vasi e vetri.

## Le mura medievali
(Achille Sansi)

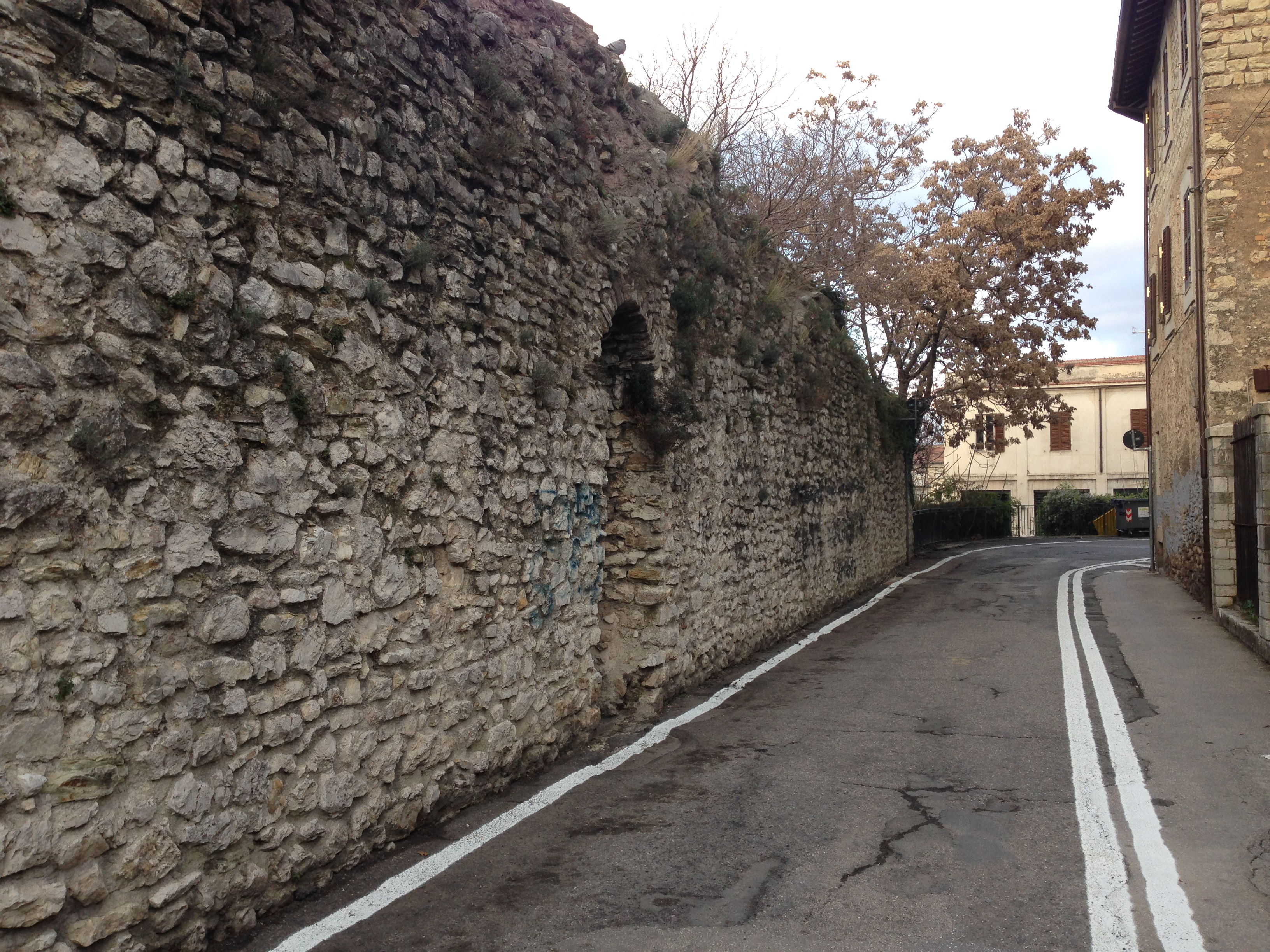
Mura trecentesche

Già prima del 1254 una nuova cerchia di fossi e di steccati erano stati costruiti a difesa dei nuovi borghi. Furono erette nuove porte e, come risulta dagli Statuti di Spoleto del 1296, si decretò di collegarle fra loro per mezzo di un muro. In aprile iniziarono i lavori: nuove mura inglobarono i nuovi insediamenti urbani che erano nel frattempo cresciuti a margine dell'antica città, tanto da raddoppiarne l'estensione. Fu assegnata a quest'opera la metà di tutti gli introiti del comune e i proventi della vendita dalle mura antiche ai cittadini. 
Il muro, composto da pietra colombina e ciottoli del torrente legati insieme da una tenace malta costituita da calce e pozzolana, venne rivestito in entrambe le facce con la selce. Nel lungo tratto meglio conservato che va dalla porta San Matteo alla porta San Gregorio, e da questa a quella della Ponzianina, si vede che era munito di torri a due piani, un tempo guarnite di merli guelfi. Tra torre e torre nelle mura sono tuttora ben visibili dieci feritoie o balestriere ad arco di circa 1,50 m. x 1 m.

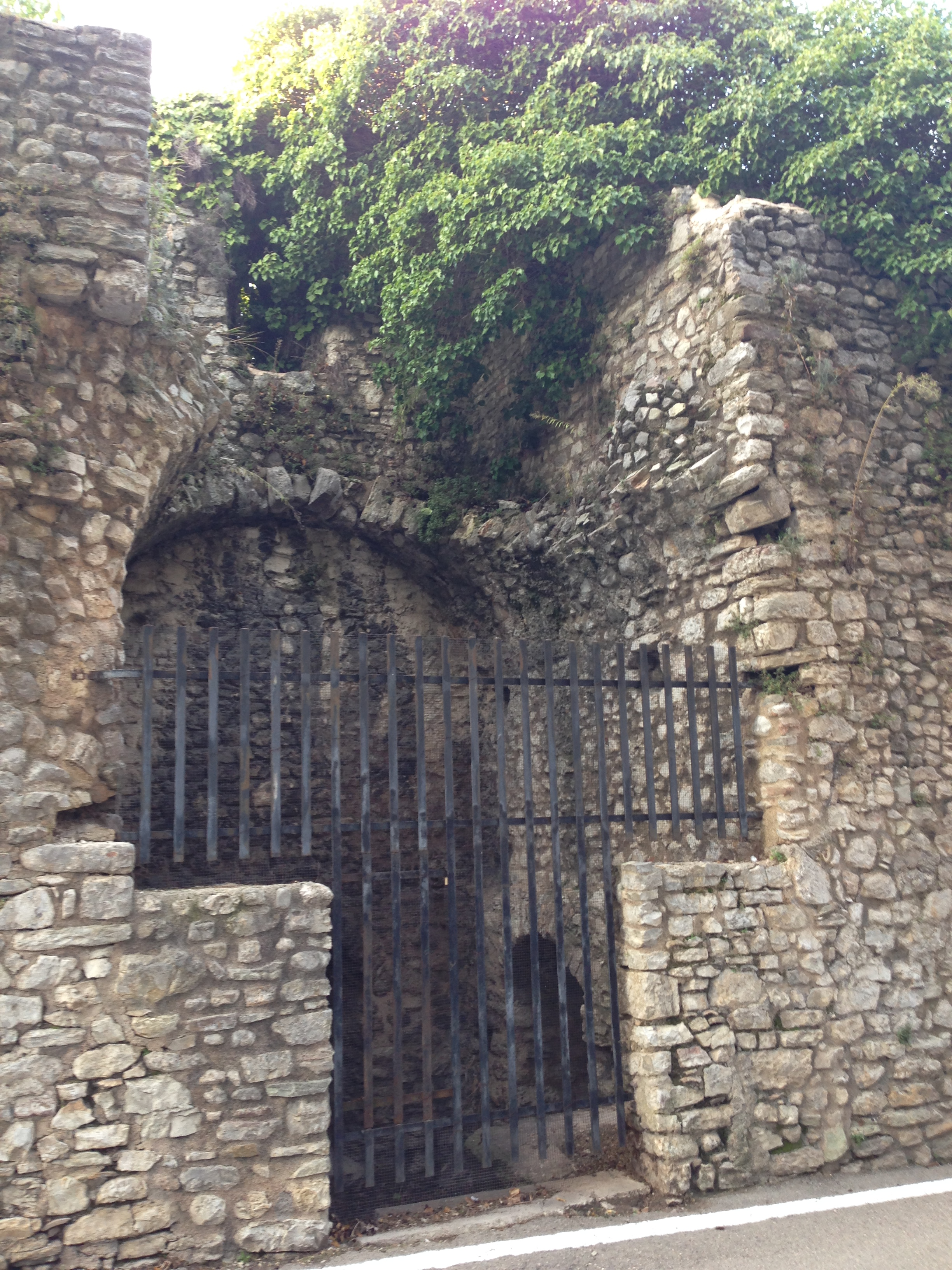
Mura trecentesche

Nel tratto che dalla porta San Gregorio arriva dietro al Complesso monumentale dell'Anfiteatro, sono presenti buche evidentemente predisposte a sostenere ponti e bertesche. In alcuni tratti le nuove mura procedono unite alle antiche.
L'espansione della città riguardò principalmente cinque borghi, che si svilupparono grazie alla costruzione di nuove chiese e di nuovi ospedali come l'ospedale San Matteo, fondato nel 1227, e l'ospedale Santa Maria della Stella del 1254, edificato in zona anfiteatro.
- borgo Montarone o Monterone, o di San Pietro, fuori dall'arco di Monterone
- borgo San Matteo o Masseo, fuori dalla porta San Lorenzo, detto oggi il Borgaccio
- borgo San Marco (via delle Felici), fuori della posterula di San Marco, a sinistra dell'arco di Monterone
- borgo San Gregorio, fuori dalla porta Fuga
- borgo la Ponzianina, fuori dalla porta alta omonima

Per molti anni il comune non prese in considerazione la possibilità di un ulteriore accrescimento della città all'esterno delle mura medievali, eccezion fatta per l'edificio della stazione realizzato fra il 1856 e il 1866. 
L'ottica del tempo era legata allo sfruttamento delle rendite daziarie, pertanto sia abitazioni, sia sedi amministrative e sociali, dovevano restare comprese entro le mura.

### Le porte medievali
Le porte congiunte dalle nuove mura furono:
- Porta San Pietro o Porta Monterone, in fondo alla via omonima. Tuttora ben conservata, è a doppio arco ed è ornata da quattro altorilievi, stemmi della città.
- Porta San Matteo o di Loreto, composta da blocchi romani, pietre conce e da materiali provenienti da edifici antichi; subì ingenti danni dai numerosi terremoti del XVIII secolo. Nel 1673 venne ornata con una terminazione barocca che fu pesantemente danneggiata da un terremoto; divenuta pericolante, venne poi del tutto demolita nel corso del XIX secolo. I battenti in legno tuttora montati, sono gli stessi rifatti nel 1691, come riportato da un'incisione in uno di essi.
- Porta San Gregorio, costruita in asse con il ponte Sanguinario, in prossimità della chiesa di San Gregorio Maggiore. Era un imponente edificio che terminava con una torre coronata da beccatelli e merlature[14]. Fu successivamente demolita e ricostruita nel 1827, ad unico fornice, dal papa spoletino Leone XII, detta quindi Porta Leonina, su progetto dell'architetto Luigi Landini. Nella stessa occasione la piazza antistante venne abbellita con la Fontana dei Delfini disegnata dallo stesso Landini. La porta venne distrutta nel 1944 durante la ritirata dei tedeschi e ricostruita nella sua forma attuale, a doppio arco, nel 1947 dagli architetti Mario Zocca e Enzo Milani, figlio di Giovanni Battista Milani[15].
- Porta della Ponzianina, si trovava sulla sponda sinistra del torrente Tessino. Era costruita con piedritti composti da blocchi squadrati, probabilmente di spoglio, ad arco a tutto sesto in mattoni, sopra il quale era dipinto un grande stemma. Internamente la struttura era a doppio arco come altre porte medievali spoletine. È stata demolita per ragioni di viabilità nel 1940[16].

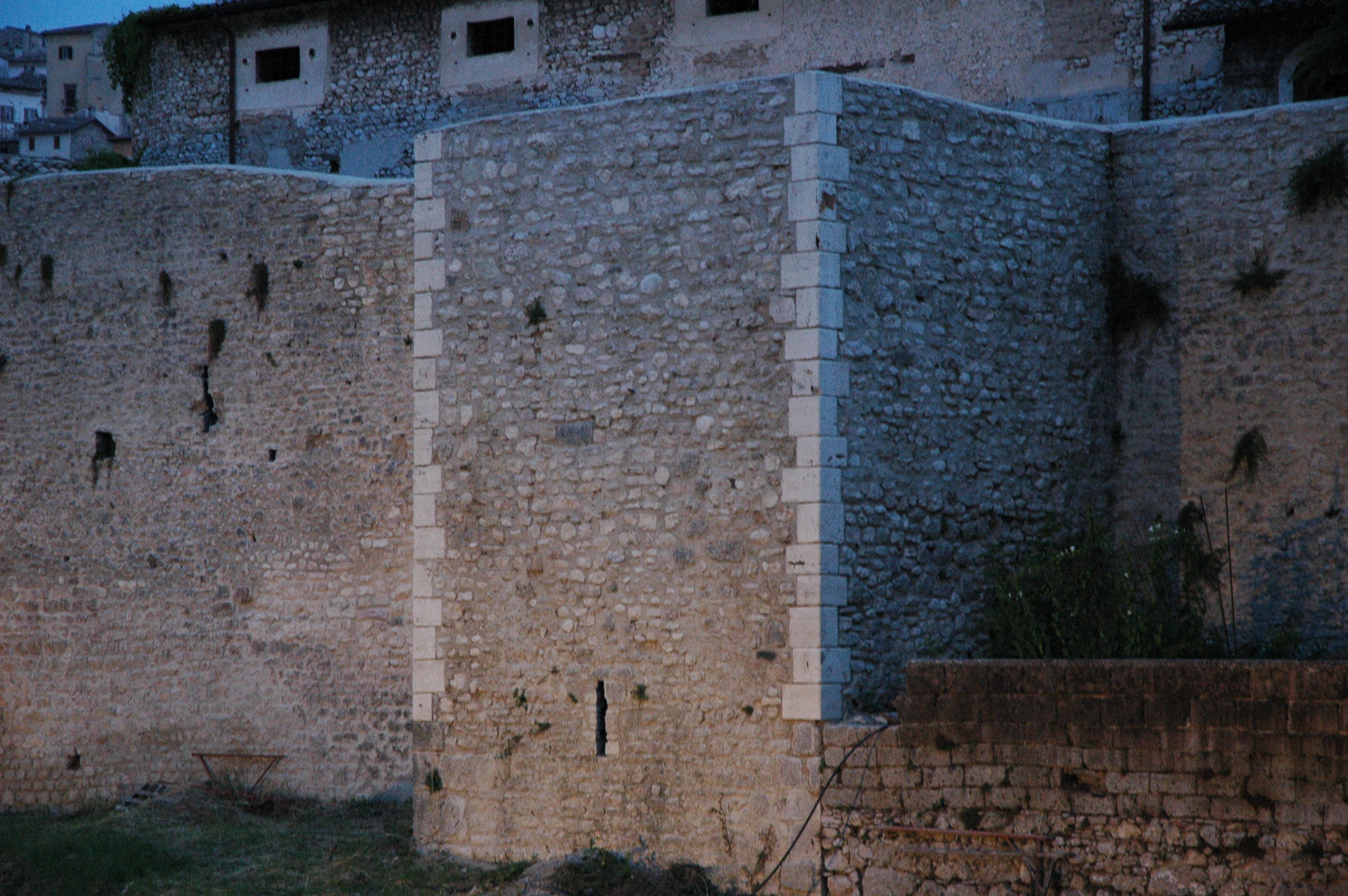
Mura medievali lungo via Cacciatori delle Alpi

Nel 1693 venne eretta Porta San Luca, inizialmente chiamata porta della Madonna dei sette dolori, dal nome di una vicina cappellina, al posto della quale a fine ottocento fu costruita la Casina degli ippocastani. Poco distante si trovavano la chiesa di San Luca e l'annesso convento dei padri serviti, entrambi costruiti nel 1273. A ridosso della porta San Luca, situata tra la porta Monterone e la porta San Matteo, si trovava l'ufficio daziario. Venne demolita nel 1931 perché considerata pericolosa per il traffico.
Un'altra piccola porta chiamata posterula era all'incrocio tra l'attuale via Posterna e via delle Mura interne. Da essa derivò il nome della via Posterna. Venne demolita negli anni venti per favorire l'uscita dal centro storico nella parte bassa della città.

## Le demolizioni delle mura medievali
La città racchiusa nelle sue nuove mura medioevali, fu giudicata impercorribile, difficile da attraversare per raggiungere la parte alta, centro della vita pubblica. Pertanto venne progettato da Ireneo Aleandri un nuovo assetto viario, che prevedeva lo sventramento del centro storico affinché una strada percorribile con i mezzi congiungesse la porta San Gregorio con la porta San Luca, all'uscita sud della città. La realizzazione di questo progetto richiese circa cinquanta anni: nel 1820 la progettazione, nel 1840 l'inizio dei lavori, nel 1870 l'inaugurazione

All'inizio degli anni Venti, a Spoleto, come in gran parte delle altre città italiane, si avvertiva la necessità di un generale rinnovamento e sviluppo edilizio, di ammodernamenti viari volti a facilitare gli spostamenti e i traffici cittadini. Al 1927 risale il primo abbattimento del tratto di mura giudicato pericolante in prossimità della porta San Luca; nel 1931 è la volta della porta stessa e, qualche anno più tardi, l'abbattimento più vistoso sarà l'intero tratto delle mura lungo via Martiri della Resistenza fino a porta San Matteo, i cui dintorni erano stati resi edificabili. Nel 1935 un altro taglio favorì un passaggio all'altezza di via Posterna che consentiva di raggiungere un nuovo asilo infantile appena costruito. Anche le mura corrispondenti alla porta San Matteo vennero abbattute nel 1940 sia verso sud, per un considerevole tratto, sia verso nord, provocando l'isolamento della porta stessa. Stessa sorte toccò alla porta Ponzianina. 

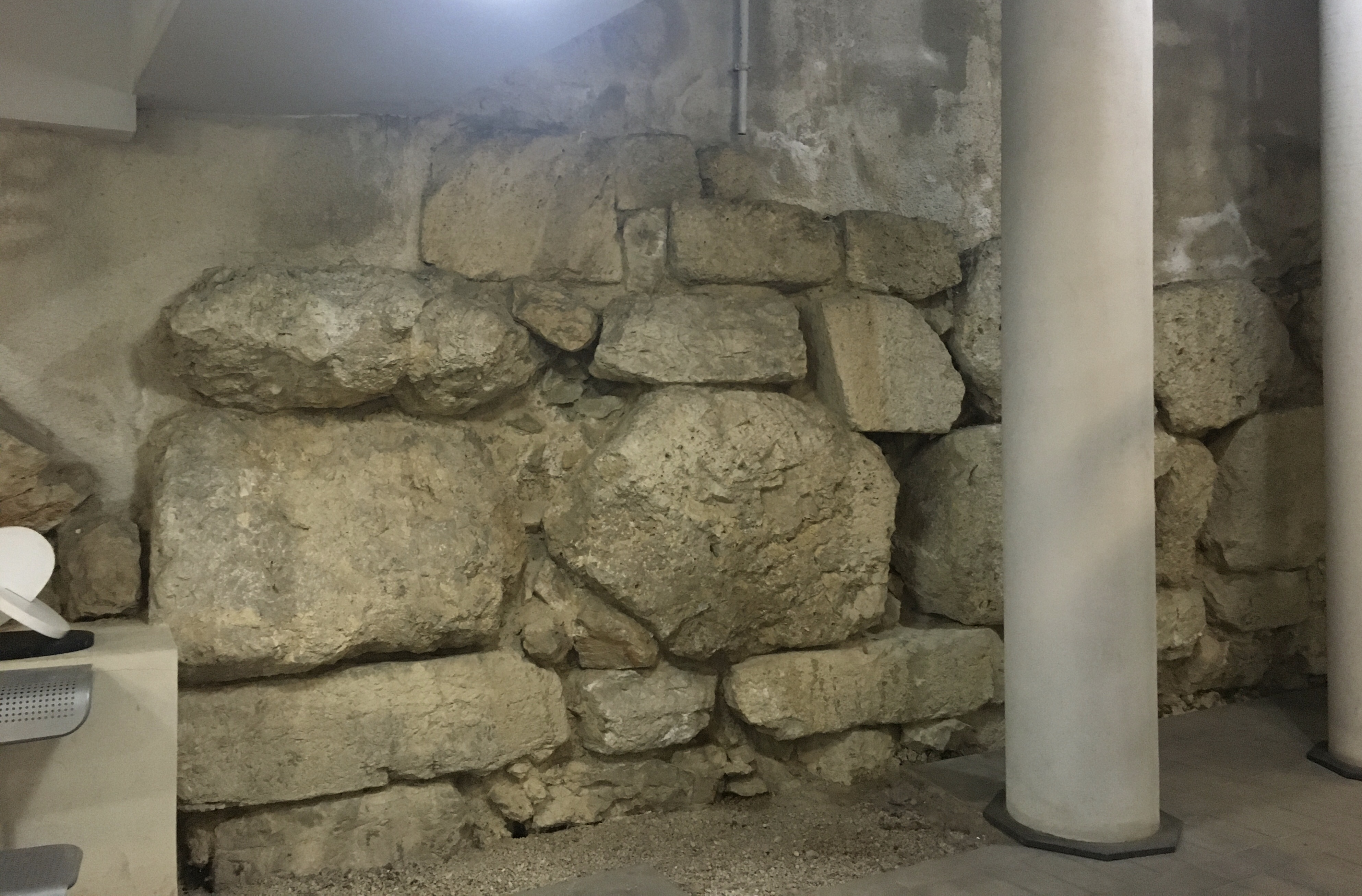
Blocchi poligonali (I sec. a.C.) rinvenuti nel 2006

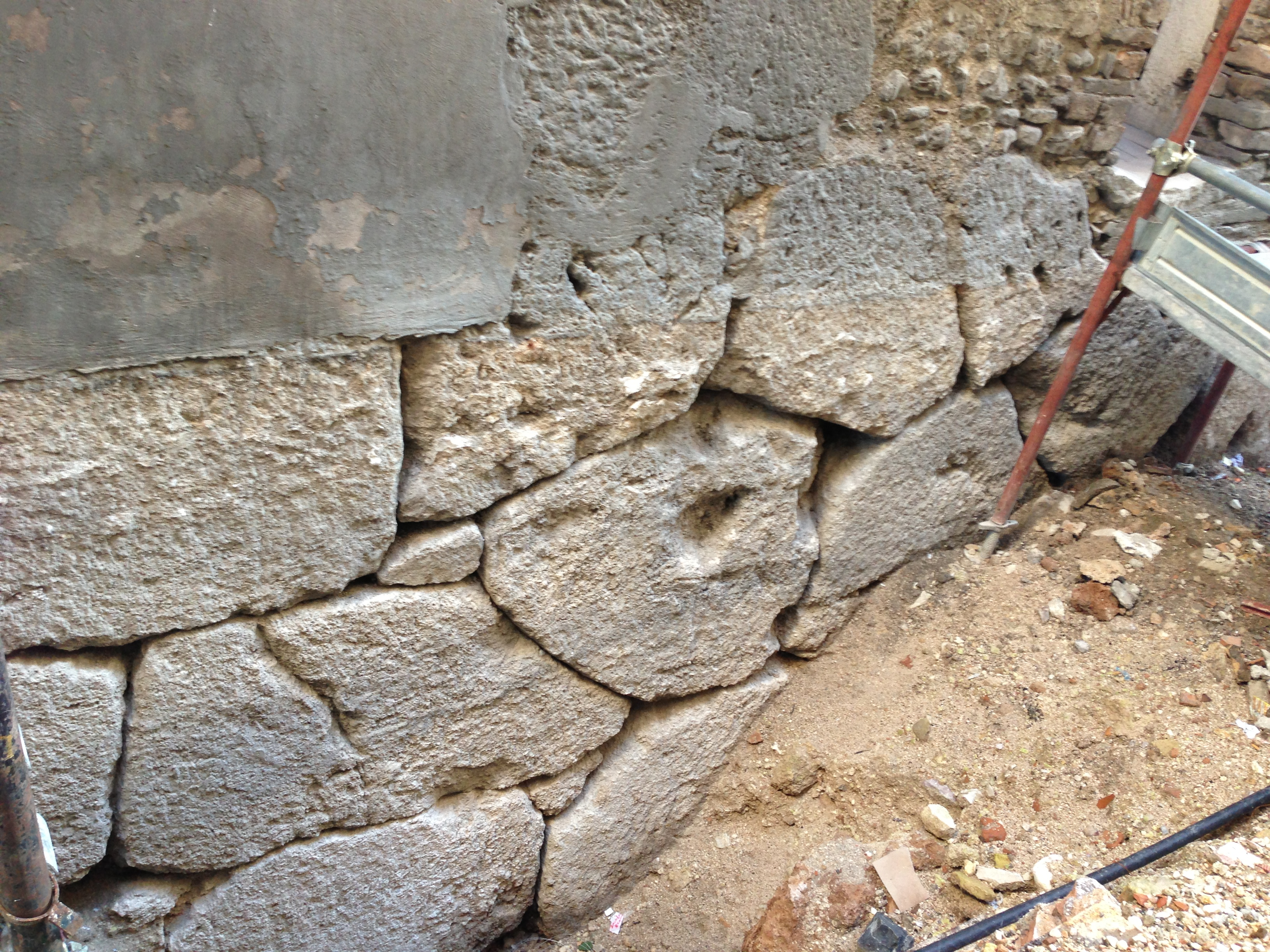
Mura urbiche (IV - III secolo a.C.) rinvenute nel 2012

Nessun valore storico-artistico venne riconosciuto alle mura e alle porte medievali.
Recentemente è stata praticata un'altra piccola demolizione nel tratto che sale da Via Ponzianina alla Rocca; nel varco prodotto passano i sistemi ettometrici di Spoleto (scale mobili) inaugurati nel dicembre 2014, che iniziano il loro percorso fuori dalle mura e poi passano all'interno.

## Rinvenimenti recenti
- Nel 2006 i lavori di scavo per l'impianto di mobilità alternativa hanno portato al rinvenimento di un nuovo tratto della cinta muraria dell'antica Spoletium, sul lato SW della città, in corrispondenza dell'uscita dell'impianto sotterraneo su viale Giacomo Matteotti. Il muro è costruito in grandi blocchi di pietra squadrati o poligonali, disposti in filari irregolari. Un'iscrizione monumentale ricorda il nome dei magistrati della città che ne curarono e collaudarono la ricostruzione databile nel I sec. a.C., mentre i dati di scavo indicano che il tratto di cinta rinvenuto risale alla fine del III - inizi del II sec. a.C., nei primi decenni di vita della colonia latina di Spoletium, fondata nel 241 a.C.
- Nell'ottobre 2012 in via Palazzo dei Duchi, durante alcuni lavori ai sottoservizi urbani, è stato scoperto un muro in opera poligonale probabilmente risalente al IV-III secolo a.C.[20]. Nonostante l'appello di Bruno Toscano e di numerose associazioni come Italia Nostra, Lega Ambiente, Club UNESCO, Rotary Club, Lyons Club, ecc. rivolto al comune affinché rendesse permanentemente visibile il manufatto archeologico, lo stesso è stato reinterrato.

## Alcune porte

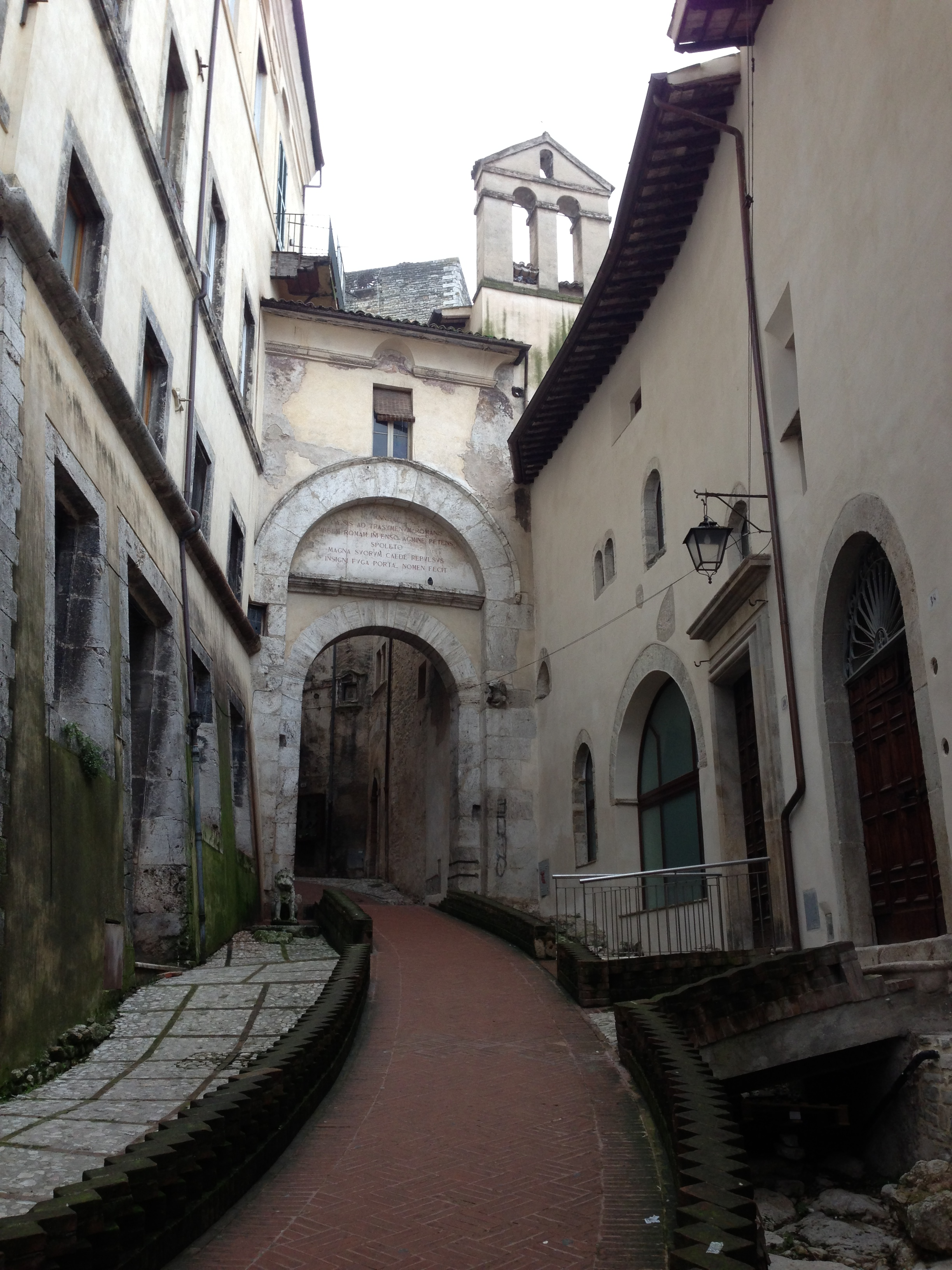
Porta Fuga
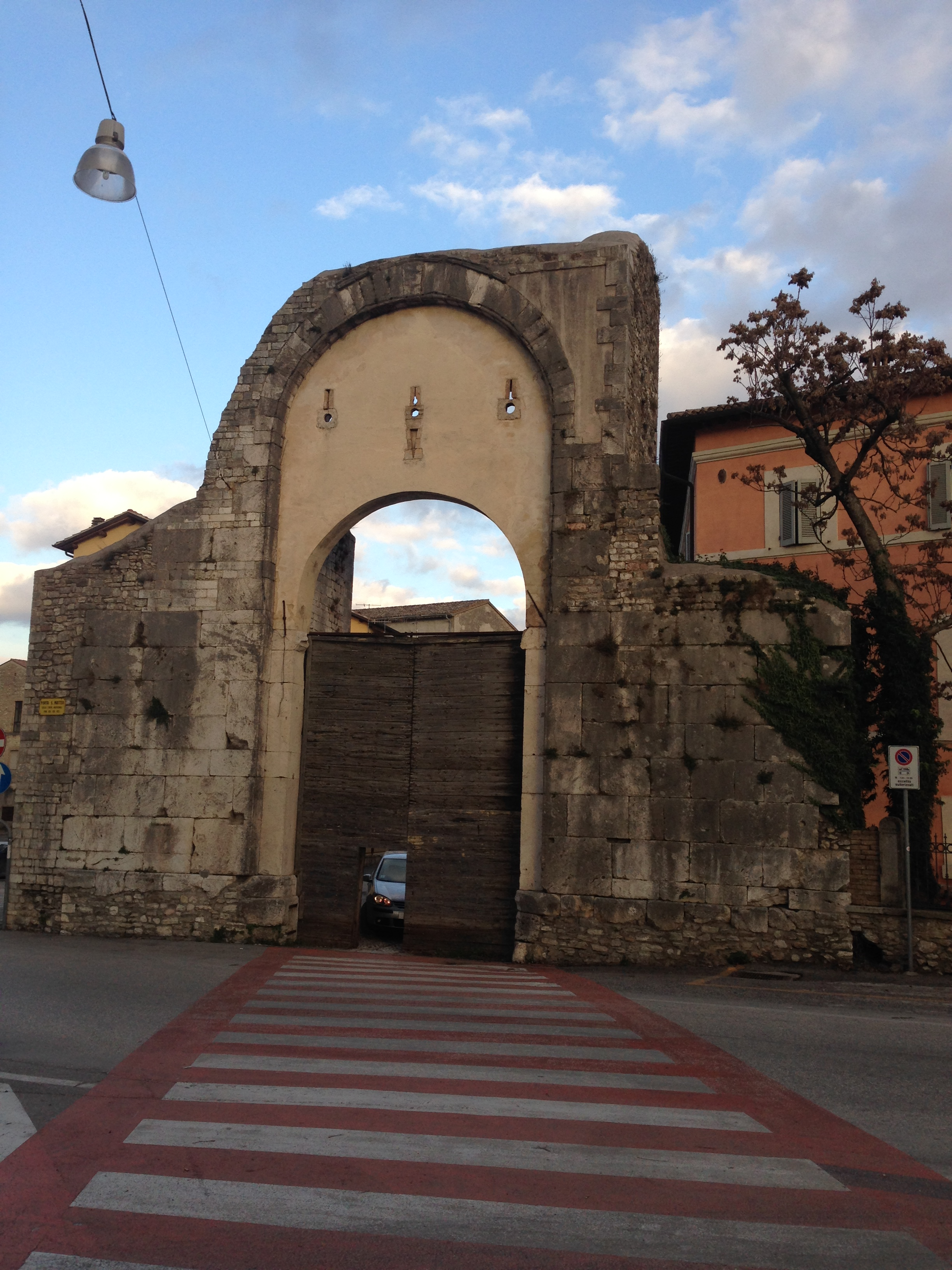
Porta San Matteo detta anche Porta Loreto
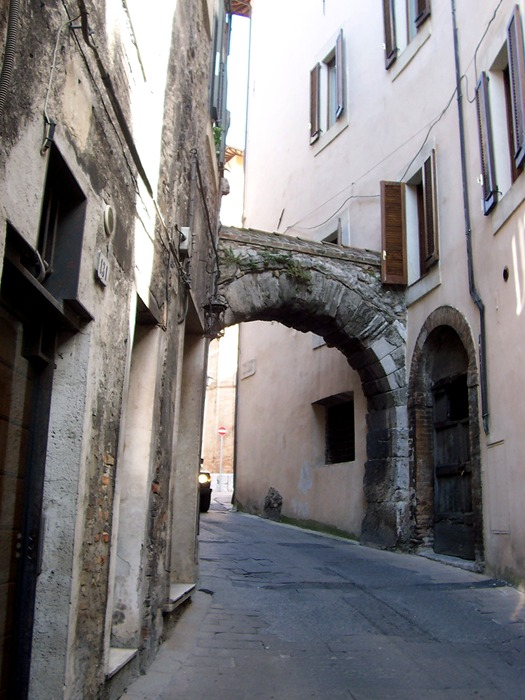
Arco di Monterone, (III sec. a.C.) porta superstite dell'antica cinta urbica
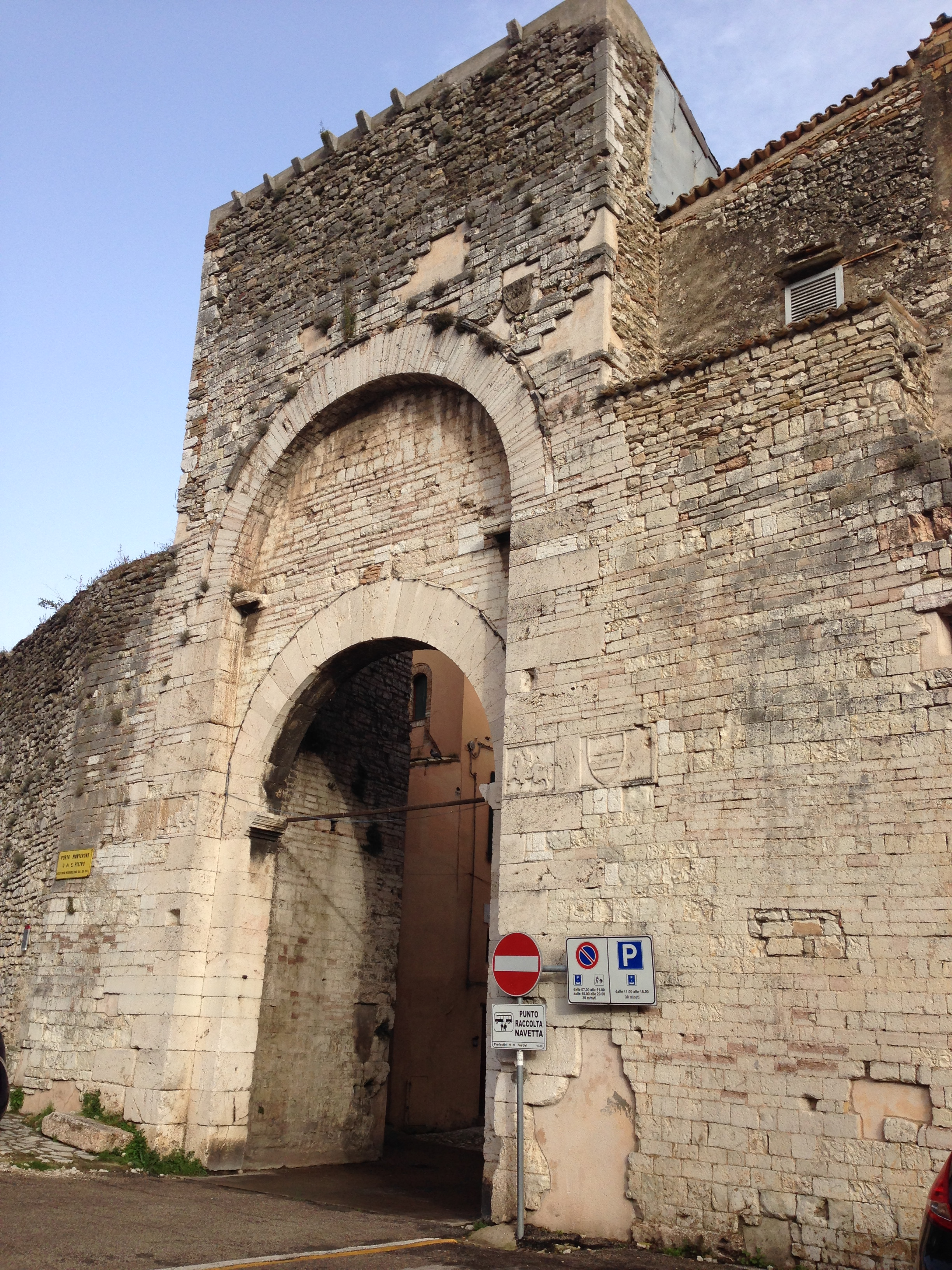
Porta Monterone detta anche Porta San Pietro
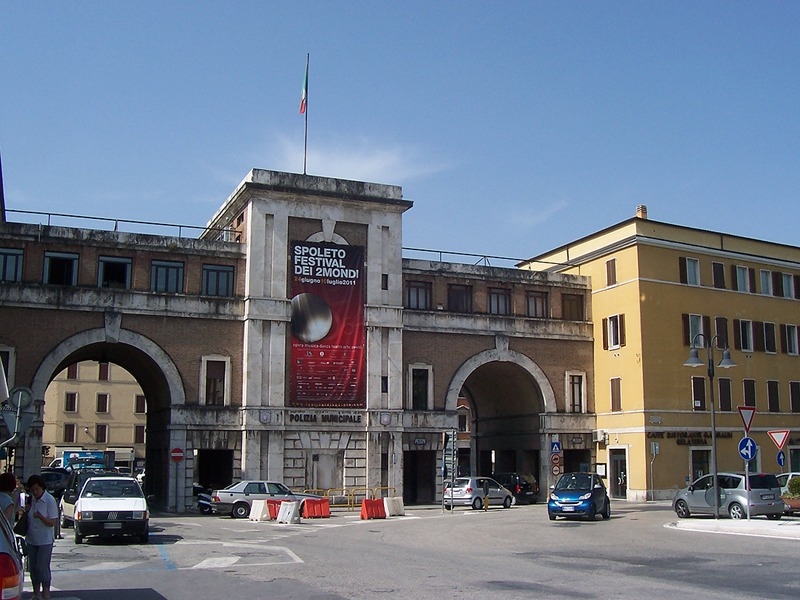
Porta Garibaldi del 1947